# Max Angst
Max Angst (ur. 3 lipca 1921 w Eglisau, zm. 21 stycznia 2002) – szwajcarski bobsleista. Brązowy medalista olimpijski z Cortina d’Ampezzo.
Zawody w 1956 były jego jedynymi igrzyskami olimpijskimi. Po medal sięgnął w dwójkach. Partnerował mu Harry Warburton. Obaj startowali również w czwórkach i zajęli czwarte miejsce. Był brązowym (1960) medalistą mistrzostw świata. Bobsleistą i medalistą olimpijskim był jego brat Heinrich.